# EU INTCEN
El Centre d'Anàlisis d'intel·ligència de la Unió Europea (EU INTCEN) és el servei d'intel·ligència de la Unió Europea. Des del gener de 2011 l'EU INTCEN forma part del Servei Europeu d'Acció Exterior (EEAS).
Fins a l'any 2012 l'EU INTCEN es deia SITCEN tot i que des de l'any 2005 també era conegut com EU Situation Centre.
La missió del UE INTCEN és proporcionar anàlisis d'intel·ligència a l'Alta Representant, Catherine Ashton, al Servei Europeu d'Acció Exterior així com als altres òrgans de la UE amb competències en l'àmbit de política exterior i seguretat comuna i política comuna de seguretat, defensa i anti terrorisme. Per altra banda també proporciona intel·ligència als Estats membres de la UE.
Per dur a terme la seva tasca l'EU INTCEN fa un seguiment i avaluació dels esdeveniments internacionals, centrant-se en particular en les zones geogràfiques sensibles, el terrorisme i la proliferació d'armes de destrucció massiva així com altres amenaces globals.
L'EU INTCEN té la seu al carrer Kortenberg 150 de Brussel·les i hi treballen unes 70 persones la meitat de les quals aproximadament provenen de serveis d'intel·ligència dels països membres de la UE. Actualment el director de L'EU INTCEN és Ilkka Salmi, ex direcor dels serveis d'intel·ligència finlandesos (Suojelupoliisi)
L'EU INTCEN prepara anualment uns 500 informes que classifica en “LIMITED” que és el nivell de confidencialitat més baix i que és l'únic nivell que no és informació classificada seguit per “EU RESTRICTED”, “EU CONFIDENTIAL”, “EU SECRET” i “EU TOP SECRET” que és el nivell més alt de confidencialitat dels informes.